# Rudolf Levy
Rudolf Levy (født 15. juli 1875 i Stettin, Provinz Pommern; død januar 1944 i Italien i nazisternes varetægt) var en tysk maler.
Levy fødtes i en jødisk købmandsfamilie. Efter fem år på det humanistiske gymnasium i Danzig var han 1890-92 i snedkerlære ("Schreinerlehre"), 1895 på kunsthåndværkerskolen i Karlsruhe ("Kunstgewerbeschule"), og fra 1897 studerede han maleri i München.
Levy tog 1903 til Paris og stiftede dér bekendtskab med de franske impressionister og havde kontakt med kredsen omkring "Café du Dôme"(de) og tilknytning til Academie Matisse som eksisterede 1907/08-1911.
Under 1. verdenskrig kæmpede Levy i Frankrig, og efter krigen flyttede han i begyndelsen af 1920'erne fra München til Berlin hvor han havde sin førte soloudstilling hos galleristen Alfred Flechtheim. Som medlem af bestyrelsen og juryen for Berliner Sezession deltog Levy i arbejdet med Sezession-udstillingerne, indtil han efter nazisternes 'Machtergreifung' og de tiltagende jødeforfølgelser fra 1933 måtte forlade Tyskland.

Der fulgte en periode med rejser: Nice, Rapallo, Mallorca og nogle måneder i USA. Han opholdt sig et par år til 1939 i den italienske by Ischia. De sidste år tilbragte han i Firenze.
December 1943 blev han narret af nazisterne der foregav at være kunstkøbere.
Han blev tilbageholdt på klosteret Le Murate(en) og døde under transport til eller i selve Auschwitz.
Levys værker blev 1937 placeret på listen over degenereret kunst, "Entartete Kunst".
| - Værker af eller med Rudolf Levy − efter år - Jules Pascin: Walter Bondy portrætterer Rudolf Levy 1906 - Jules Pascin : Justin K. Thannhauser og Rudolf Levy spiller kort, 1911 - Portræt af Hans Purrmann, ca. 1913 - Levy af Rudolf Grossmann(no), 1922 - Portræt af Max Vautier, 1923 - Havnen i Marseille, 1926 - Klarinettist, 1932 - Kvinde fra Ischia, ca. 1938 - Portræt af Nanda, 1941 (Firenze) - Stilleben med frugtskål, melon og karaffel, før 1944 - Liggende kvinde, før 1944 - Paris, før 1944 - Stilleben med gul vase, før 1944 |